# Goldfischglas

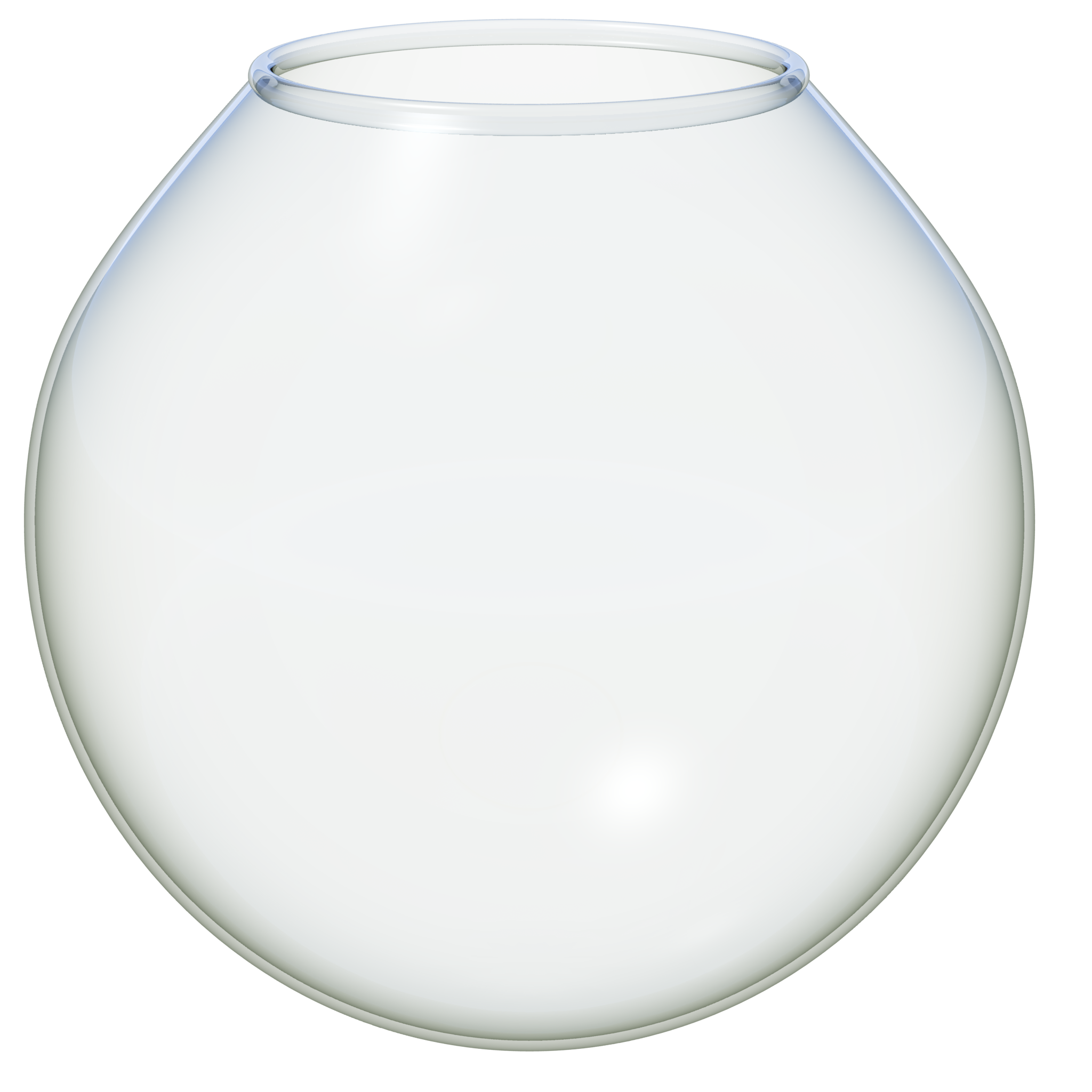
Ein typisches Goldfischglas

Ein Goldfischglas, auch Goldfischbowle, Goldfischkugel oder Goldfischglocke, ist ein kugelartiges Zimmeraquarium, das im 18. Jahrhundert zur Haltung von Zierfischen in Mode kam. Obwohl derartige Aquarien noch immer angeboten werden, ist ihre Verwendung selten geworden, da sie dem Bewegungsanspruch der Fische nicht gerecht werden.
Die im Fachhandel auch als Kugelaquarium bezeichneten Nano-Aquarien, werden mittlerweile oft mit dem Hinweis angeboten, dass sie nicht für Fische geeignet seien, sondern für Wasserpflanzen, Korallen, Quallen oder Garnelen genutzt werden können. Für die Haltung von Fischen wird dagegen ein Wasservolumen ab 100 Litern empfohlen, um das Schwimmen zu ermöglichen.

## Beschreibung

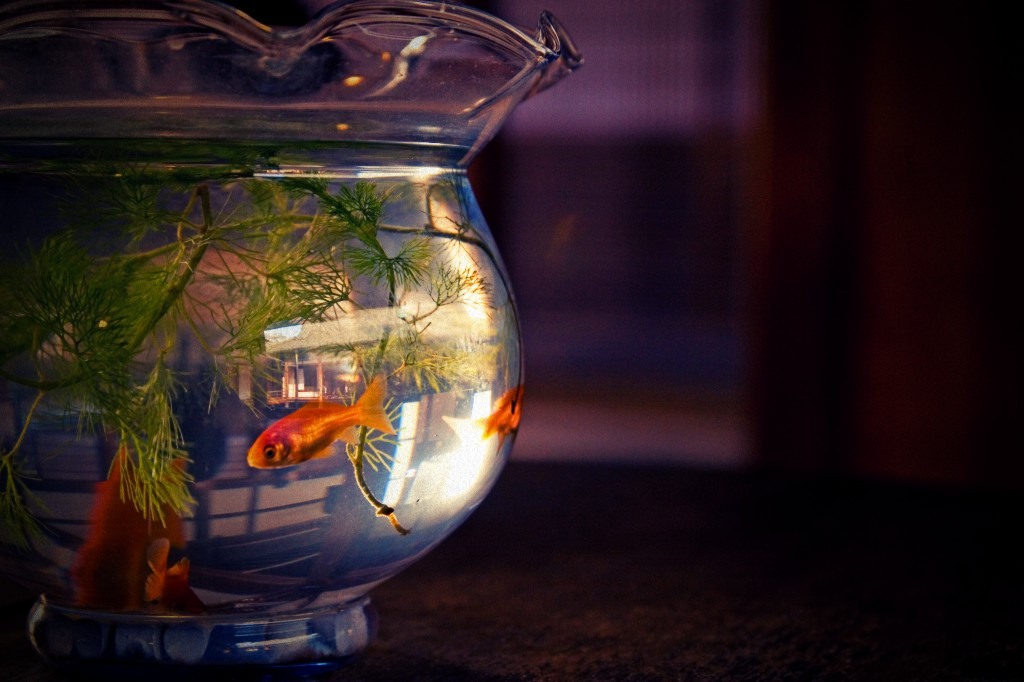
Fotografie eines Goldfischglases (Miyuki Kobayashi, 2007)

Ein Goldfischglas ist eine offene Glaskugel mit einem durchschnittlichen Durchmesser von 25 cm, welche mit maximal 15 Litern Wasser (Durchmesser mindestens 30,6 cm) gefüllt wird. Aquariumfilter, Stabheizung, Pflanzen und andere Elemente eines üblichen Aquariums finden in einem Goldfischglas aufgrund der Form keine Verwendung. Bestückt wurde das Goldfischglas in der Regel mit einem bis drei Zierfischen. Da ein solches Behältnis ein für Fische ungeeigneter Lebensraum ist, waren die Hauptbesatzfische besonders widerstandsfähige Fische, wie beispielsweise siamesische Kampffische oder die namengebenden Goldfische. In Filmen werden besonders Goldfische in so einem Behältnis gehalten.

## Geschichtliche Entwicklung
Die Herkunft des Goldfischglases ist vermutlich in Asien zu suchen. Dort wurden bereits im Jahre 1216 Fische in großen Tongefäßen in der Wohnung gehalten. Diese und die später verwendeten Gläser waren allerdings meist flacher als das europäische Goldfischglas und hatten damit eine größere Wasseroberfläche (siehe auch Domestikation des Goldfisches). Das Goldfischglas war in Europa im 19. Jahrhundert weit verbreitet und wurde als Zimmerschmuck verwendet. Anfang des 20. Jahrhunderts wurde bekannt, dass die artgerechte Haltung von Fischen in einem Goldfischglas aus verschiedenen Gründen nicht möglich ist. Daher findet das Goldfischglas heute meist nur noch als Mittel der Dekoration (beispielsweise mit Glasfischen besetzt) Verwendung und wird kaum noch als Aquarium benutzt.
Auswahl historischer Darstellungen

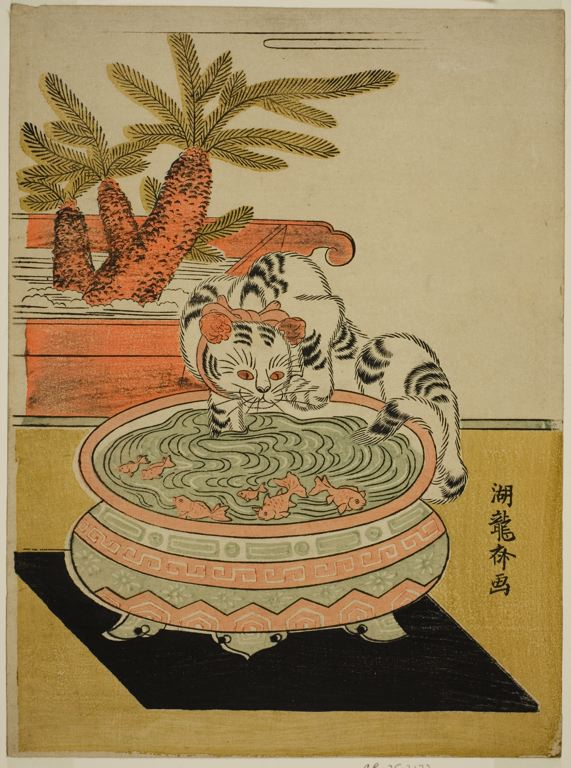
Japanisches Goldfischgefäß (um 1775)
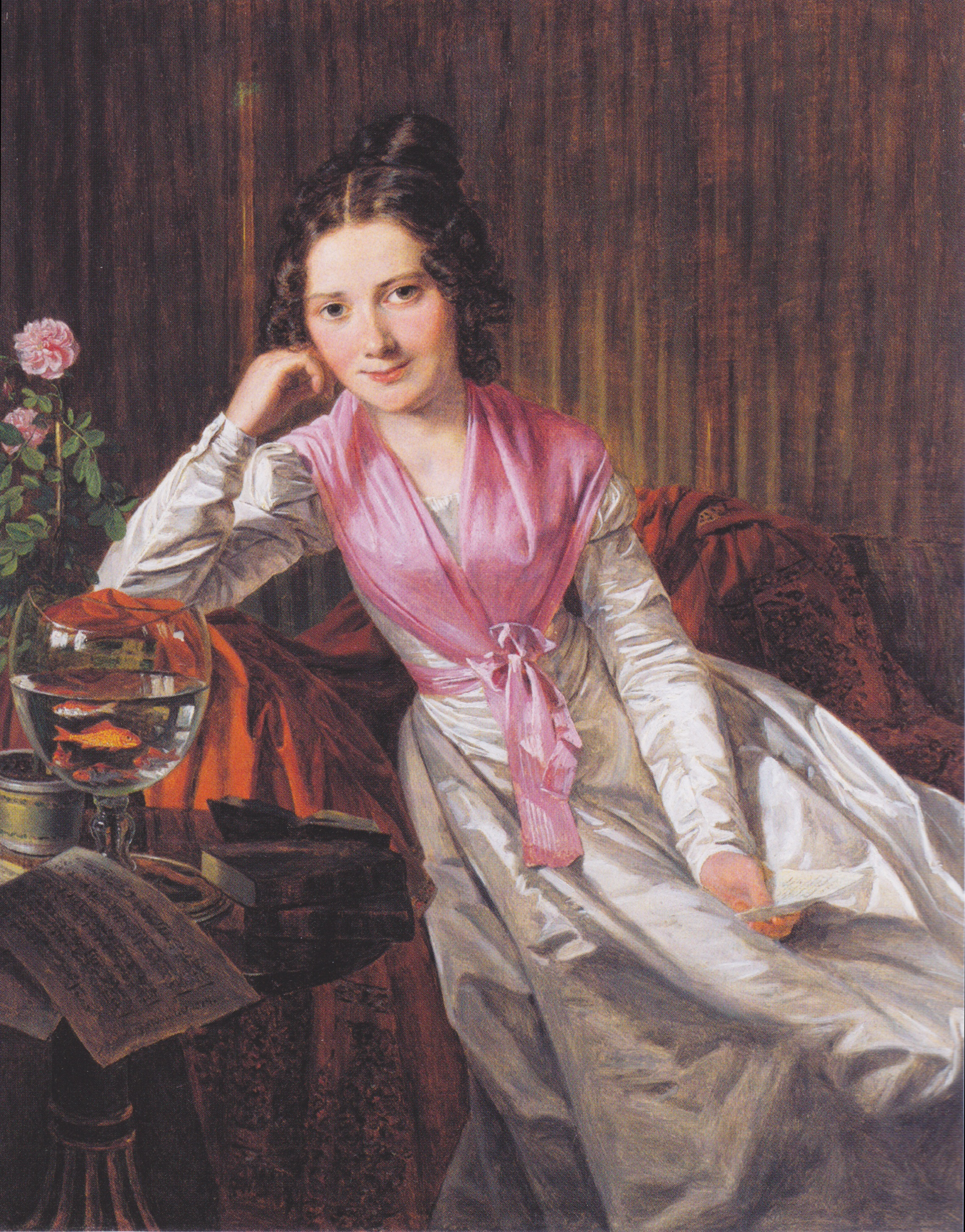
Waldmüller, Therese Krones mit einem Goldfischglas (1824)
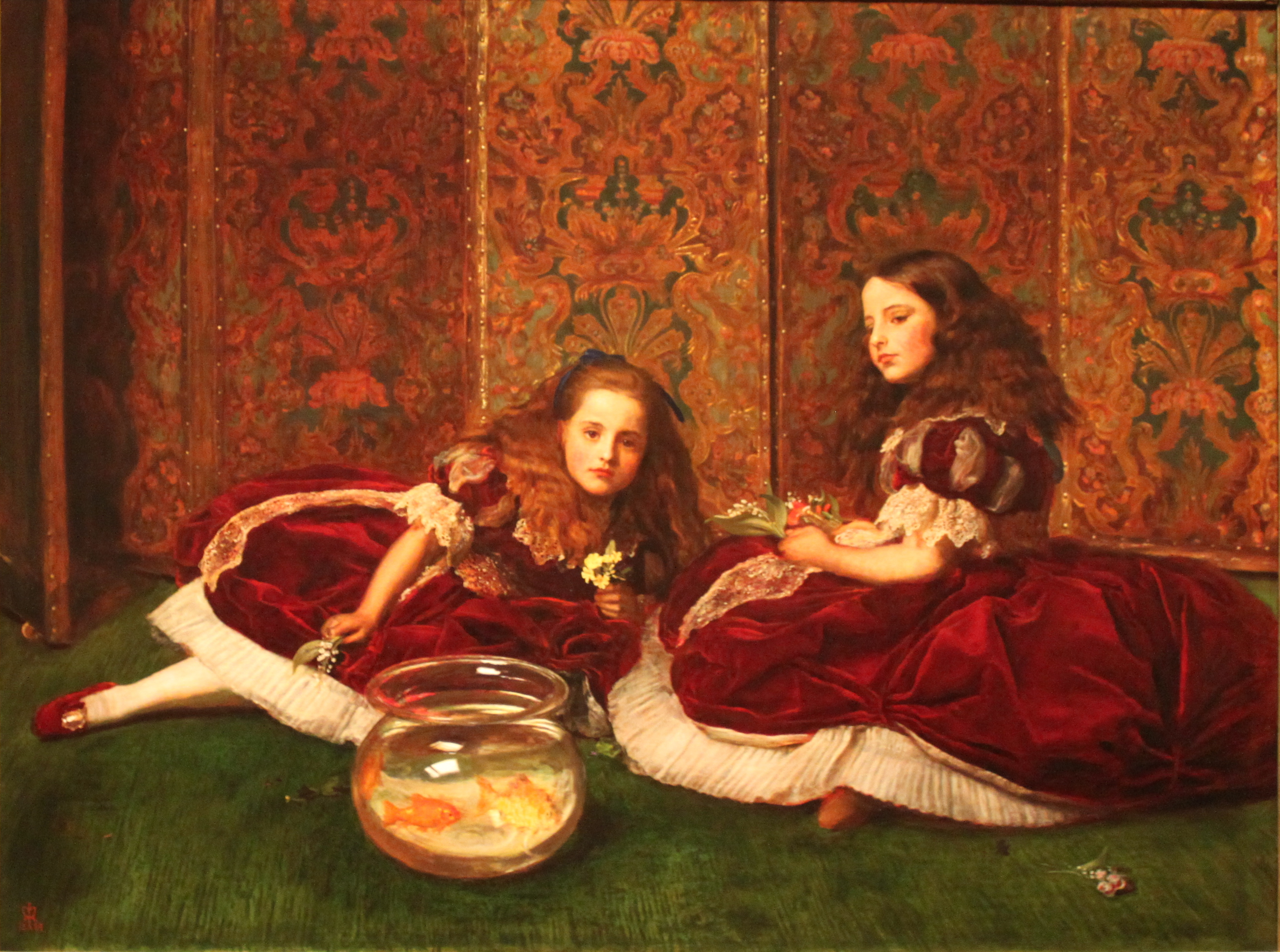
Millais, Leisure Hours (1864)
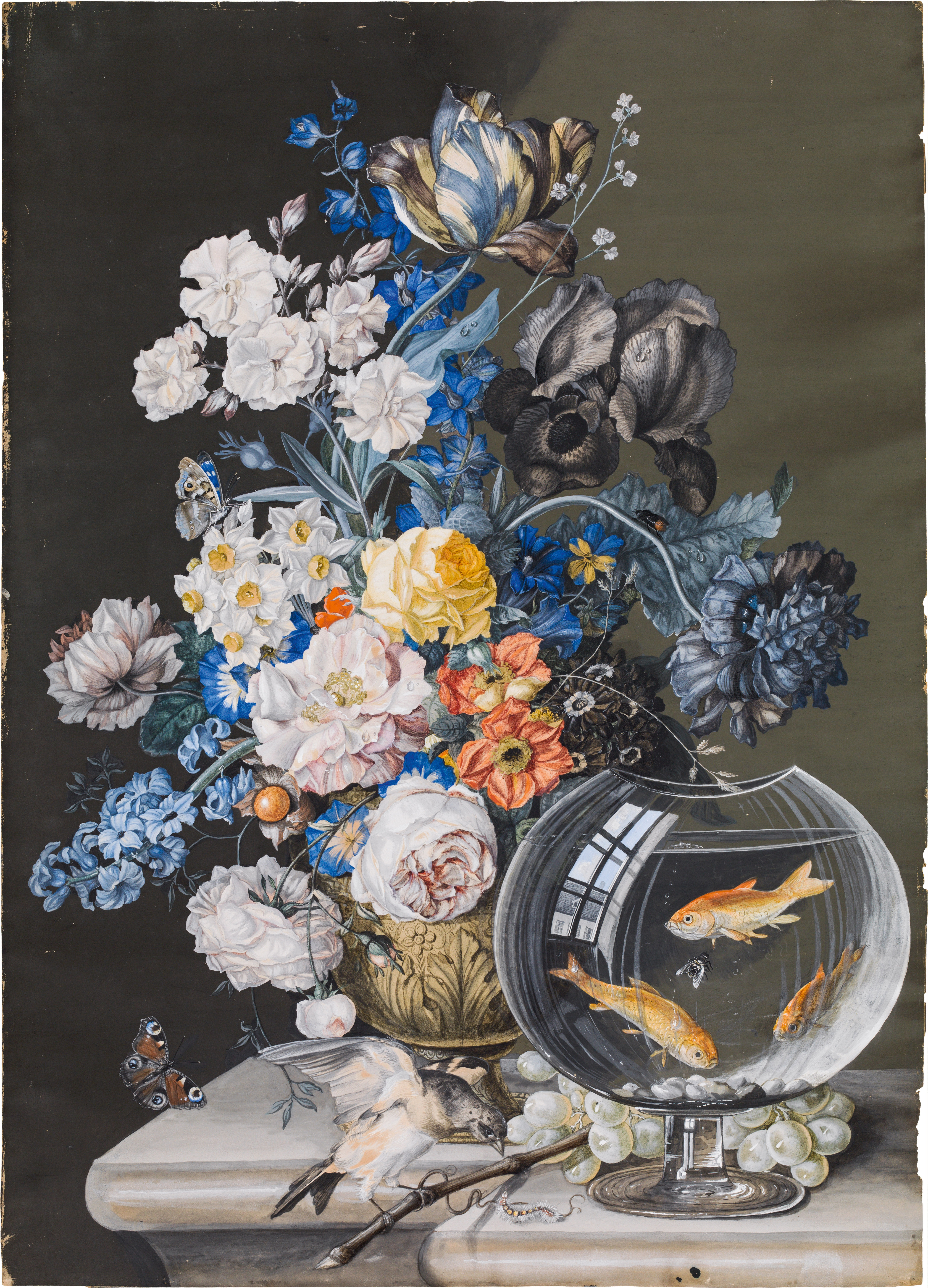
Leopold Zinnögger – Blumenstillleben mit Goldfischglas (19. Jahrhundert)
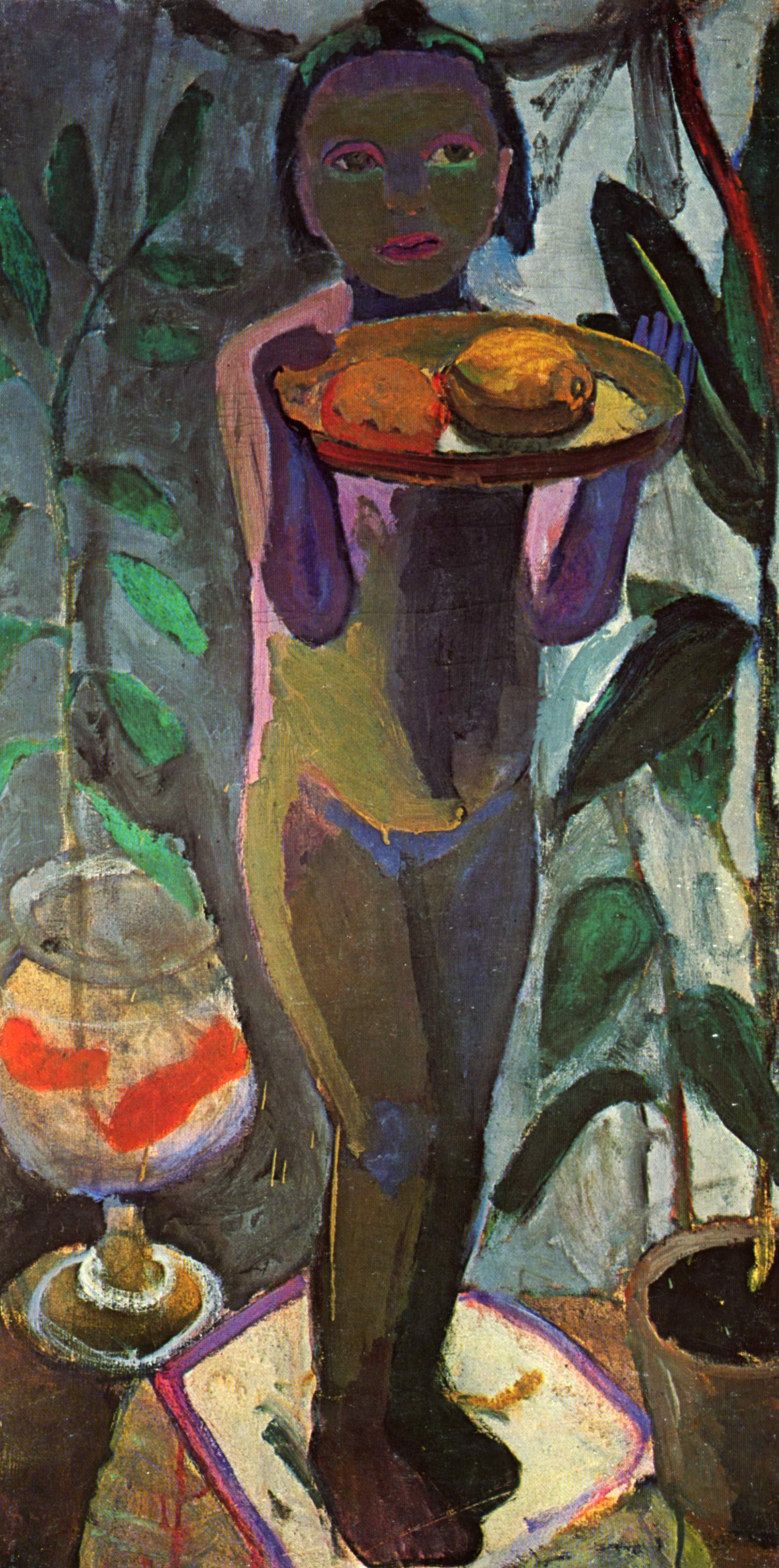
Paula Modersohn-Becker, Kinderakt mit Goldfischglas (1907)
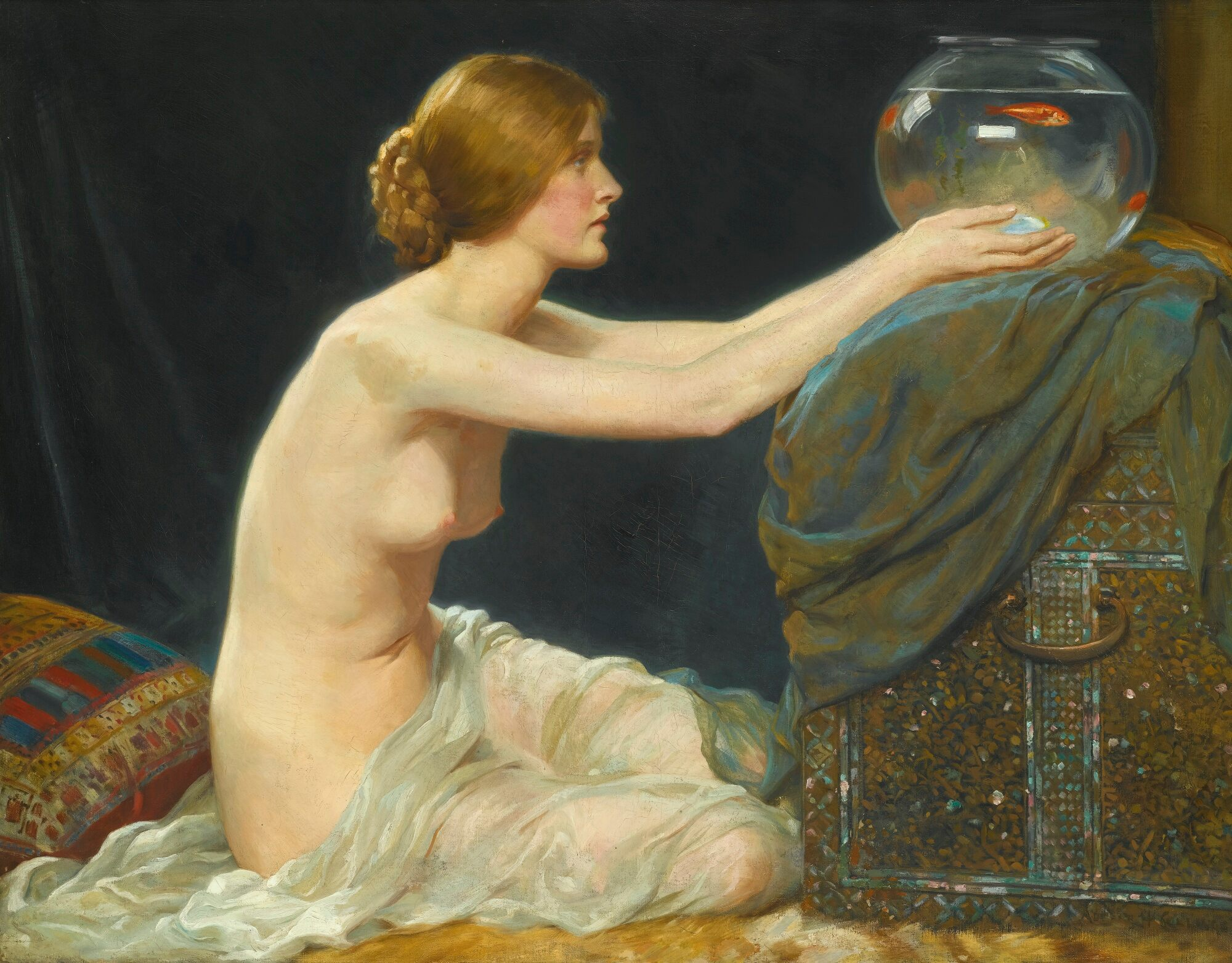
Albert Henry Collings, The fish bowl (1907)
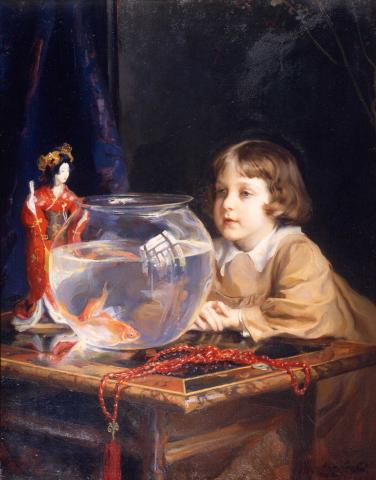
Philip Alexius de László, John László mit einem Goldfischglas (1918)

## Tierschutz

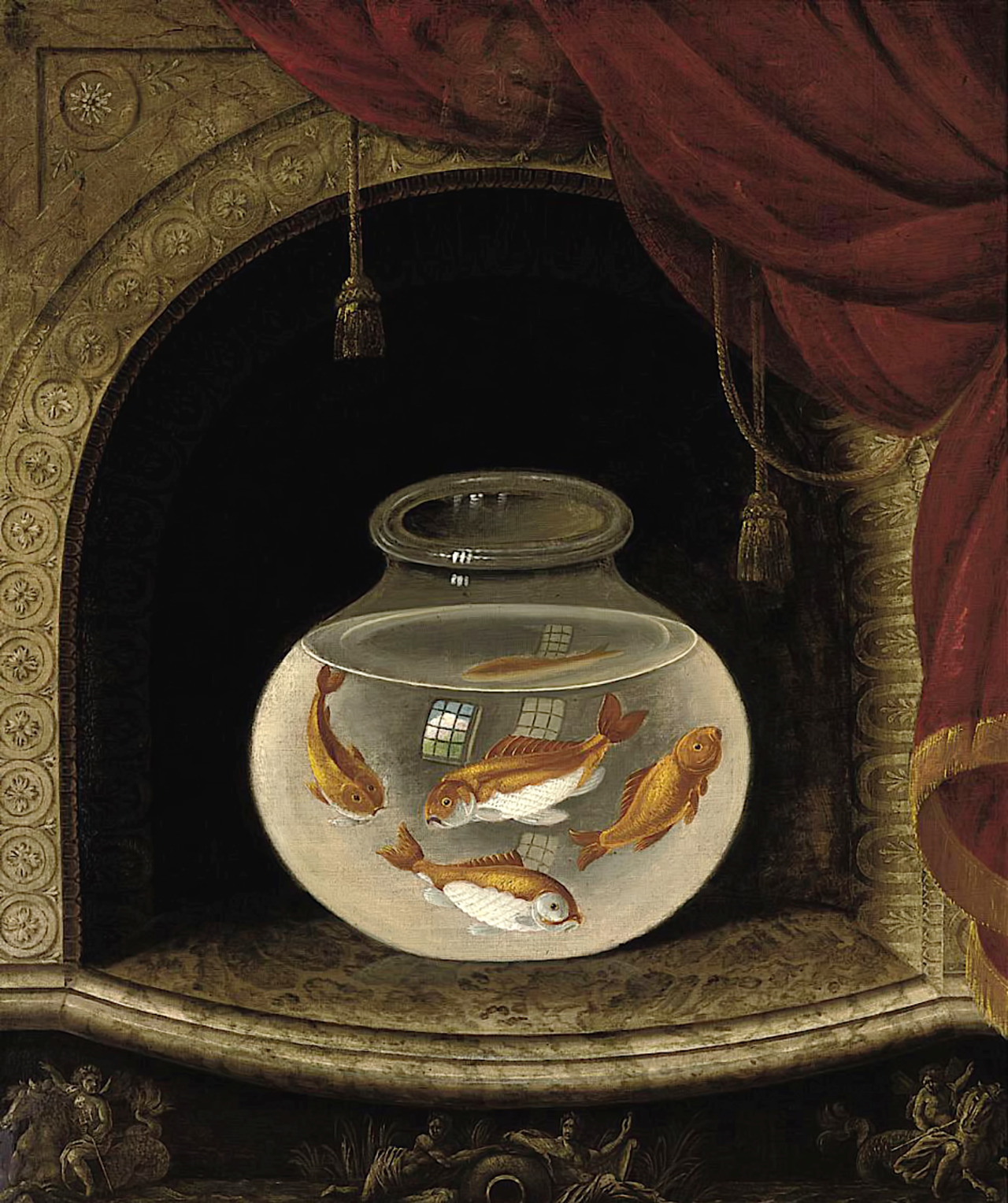
Bedrückende Darstellung eines Goldfischglases von James Sillett, um 1800

Die geringen Dimensionen typischer Goldfischgläser ermöglichen keine artgerechte Tierhaltung, wobei Haltung von Fischen in Goldfischgläsern in Deutschland nicht gesetzlich verboten ist. Allerdings ergibt sich für Deutschland aus dem Gutachten Mindestanforderungen für die Haltung von Zierfischen (Süßwasser) sowie der Anlage eine Mindestaquariengröße von 54 Litern. In Österreich ergibt sich das gesetzliche Verbot aus der Anlage 5 der 2. Tierhaltungsverordnung. Die Haltung von Fischen in einem Goldfischglas gilt als Tierquälerei.
Der Zentralverband Zoologischer Fachbetriebe Deutschlands hat Goldfischgläser auf die Negativliste von Produkten gesetzt, bei denen Zweifel an der Konformität zu § 2 Tierschutzgesetz bestehen. Die Haltung von Fischen in einem solchen Glas wurde als Tierquälerei eingestuft. Dies hat verschiedene Gründe:
- Mit seinem durchschnittlichen Volumen grenze die Größe des Gefäßes die Bewegungsfreiheit der Fische extrem ein. Zudem sei nur ein geringer Besatz möglich, was zur Vereinsamung des in der Regel geselligen Fisches führe. Gemäß einem Gutachten aus dem Jahr 1998 seien 54 Liter (60 × 30 × 30 cm) Aquariumvolumen als Mindestmaß für die dauerhafte Haltung anzusehen. Für die nicht dauerhafte Haltung zum Beispiel für Zucht, Fischbörsen oder im Handel und besonders kleine Fischarten gilt die Vorgabe nicht.[8]
- Aufgrund der geringen Bodenfläche sei es kaum möglich, Verstecke aus Pflanzen, Steinen oder Ähnlichem für den Fisch zu schaffen. Dies führe bei dem Tier zu Stress, da es weder Schutz suchen noch ein Territorium wiedererkennen kann. Dies sei besonders bei Kampffischen und anderen territorialen Fischen für eine artgerechte Haltung vonnöten.
- Die Wasseroberfläche sei aufgrund der Kugelform im Verhältnis zur Wassermenge recht klein, was zu einem geringen Gasaustausch führe. Außerdem sei das Halten von Pflanzen in einem Goldfischglas aufgrund von Platz- und Grundmangel sowie ungenügender Beleuchtung nicht in einem solchen Maße möglich, dass es zu einer ausreichenden Stickstoffumwandlung (siehe auch: Aquarium) kommen könnte. Es gelange nur sehr wenig Sauerstoff ins Wasser, sodass der Fisch zu ersticken drohe.
- In Ermangelung eines Aquariumfilters muss das Wasser täglich ausgetauscht werden, was wiederum Stress für den Fisch bedeutet.
- Durch die Krümmung des Glases sehe der Fisch in jeder Richtung sein verzerrtes Spiegelbild. Außerdem würden sämtliche Bewegungen des Fisches von den gekrümmten Wänden zurückgeworfen. Der Fisch könne diese mit seinem Seitenlinienorgan wahrnehmen und erhält den Eindruck, es sei ständig um ihn herum sehr viel Bewegung, was den Fisch zusätzlich belaste.
- Aufgrund der geringen Wassermenge und in Ermangelung einer technischen Temperaturkontrolle sei der Fisch starken Temperaturschwankungen unterworfen, ein weiterer Stressfaktor, was für das Tier tödlich enden könne.
- Da ein Goldfischglas nach oben hin offen ist, gelangten vermehrt Keime und Bakterien ins Wasser. Aufgrund des unvollständigen Biosystems komme es nicht zu einem ausreichenden Abbau von Schadstoffen und Ausscheidungen. Der Fisch habe durch die zahlreichen Belastungsfaktoren meist ein geschwächtes Immunsystem und ist daher sehr anfällig für Bakterien und Krankheiten.

All das führe zu einem verfrühten und qualvollen Tod des Fisches. Trotzdem ist die Haltung in einem solchen Behältnis nur selten direkt verboten, wie zum Beispiel in Rom.

## Künstlerische Darstellung und Popkultur
Goldfischgläser sind sowohl in der darstellenden Kunst, als auch in unterschiedlichen Film- und Fernsehformaten vertreten. Auch in literarischen Darstellungen (einschließlich Bilderbüchern) sind mitunter Goldfische in Gläsern anzutreffen, die in eineigen Fällen sogar sprechen können, wie z. B. in Kinderbüchern von Dr. Seuss oder in der Fernsehserie American Dad  wo der Goldfisch („Klaus Heißler“) mitunter sogar bekleidet auftritt.

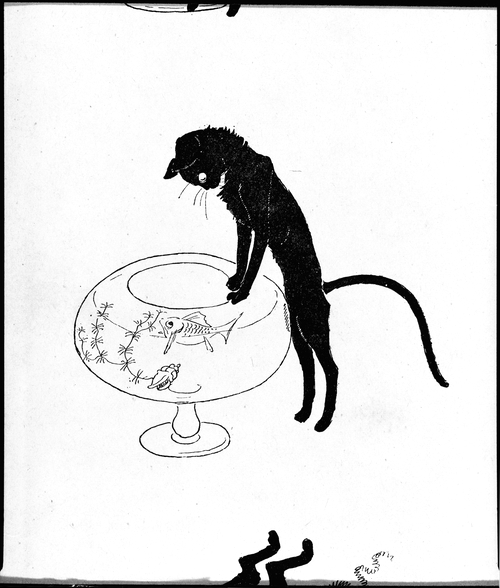
Darstellung mit Katze, von Théophile-Alexandre Steinlen (1898)
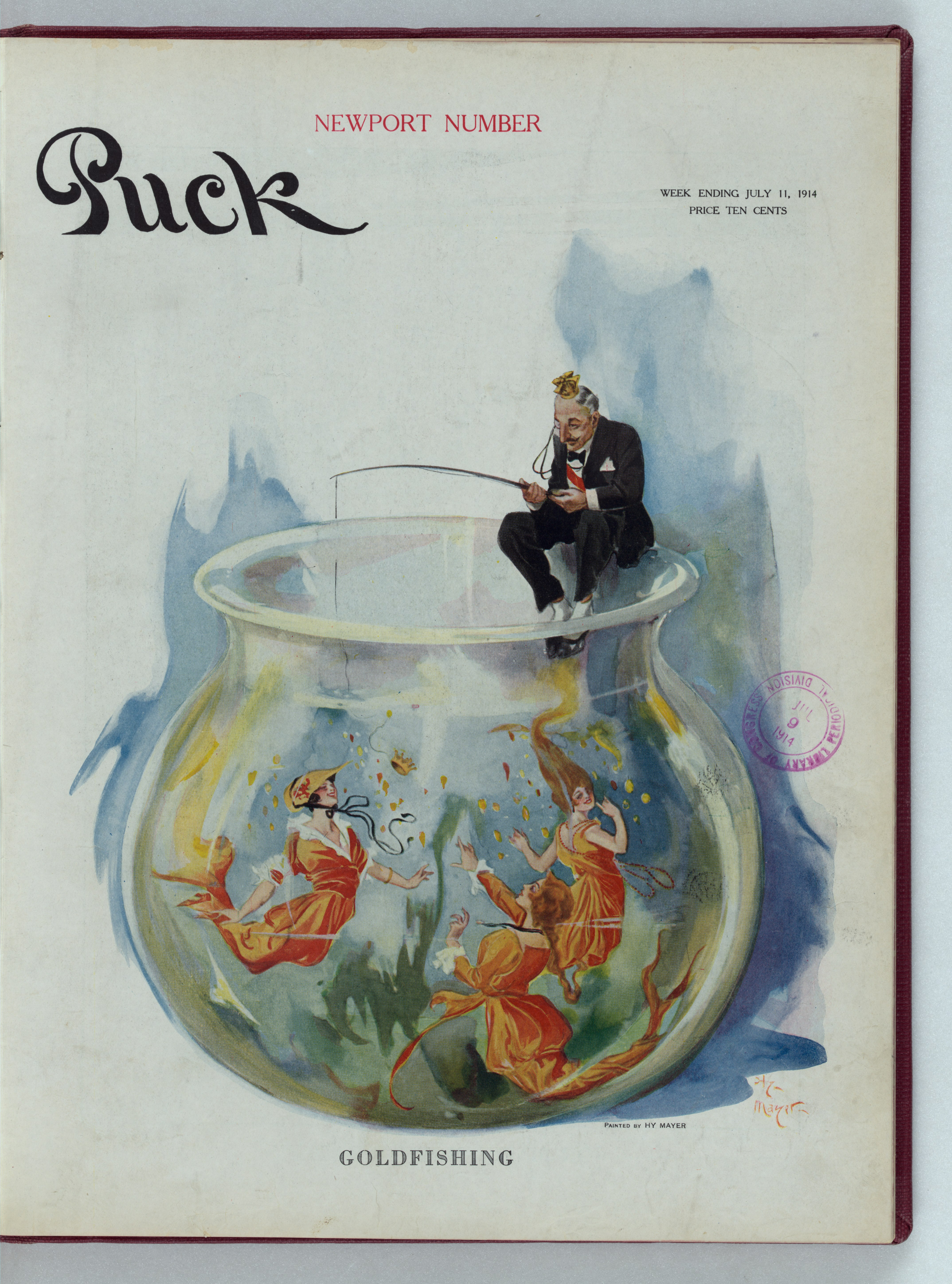
Cartoon aus den USA: „Goldfishing“ (1914)
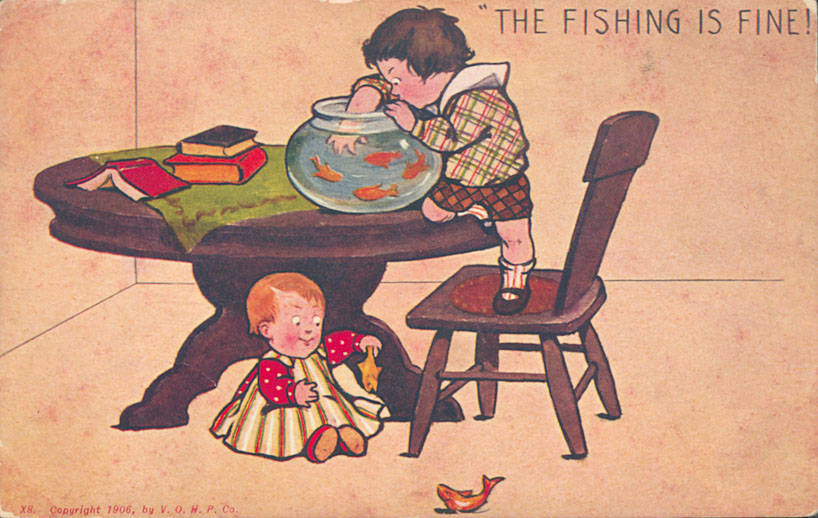
Humoristische Postkarte mit der Aufschrift: „Das Angeln läuft gut“
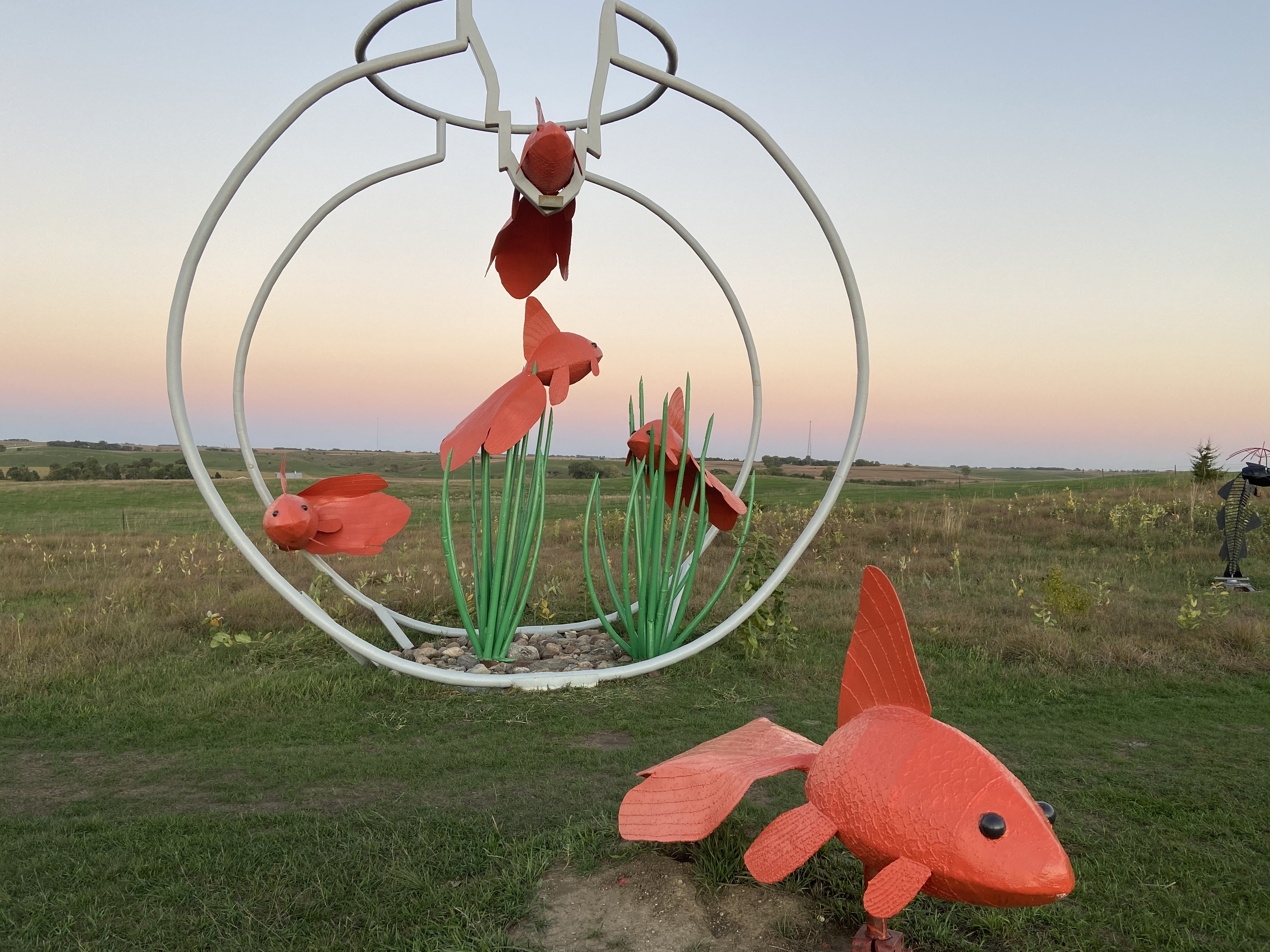
Skulptur aus dem „Porter Sculpture Park“ in South Dakota, USA
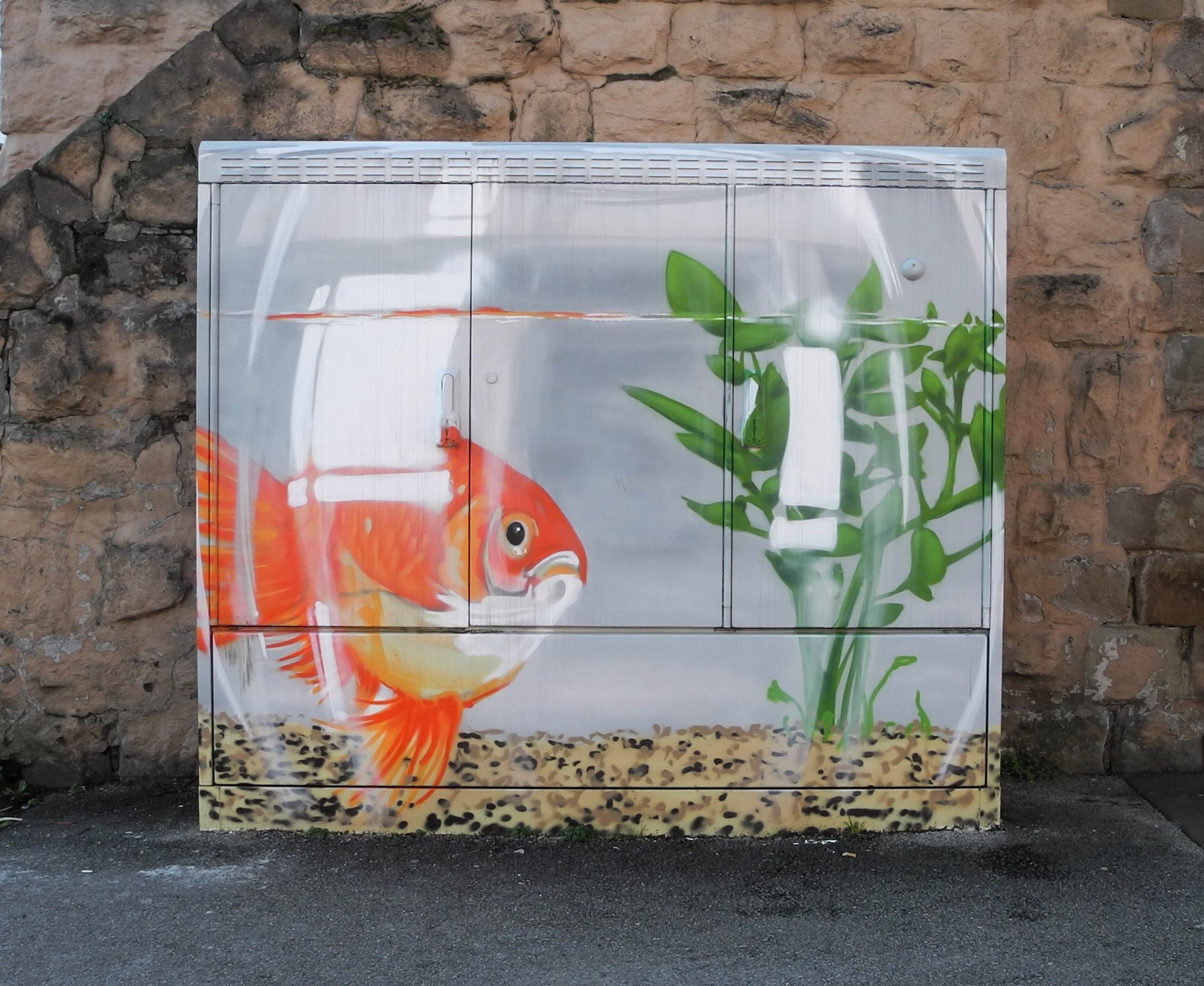
Streetart bemalte Verteilerkästen in Wuppertal (2023)